# The Aftermath
The Aftermath és una pel·lícula dramàtica estatunidenca del 2019 dirigida per James Kent i escrita per Joe Shrapnel i Anna Waterhouse, basada en la novel·la homònima de Rhidian Brook. És protagonitzada per Keira Knightley, Alexander Skarsgård i Jason Clarke.

## Sinopsi
Situada a l'Alemanya del 1946 la història, el coronel britànic Lewis i la seva dona Rachael són assignats a Hamburg durant la reconstrucció del país després de la Segona Guerra Mundial. Un cop a la casa nova, hauran de compartir l'espai amb un vidu alemany i la seva problemàtica filla. Aquesta situació comportarà tensió, passió i traïció.

## Repartiment
- Keira Knightley com a Rachel Morgan
- Alexander Skarsgård com a Stefan Lubert
- Jason Clarke com a Lewis Morgan
- Alexander Scheer com a Siegfried Leitmann
- Kate Phillips
- Fionn O'Shea